# Anna Myzdrikova
Anna Andreevna Donskaia (Myzdrikova) (née le 22 octobre 1992, à Moscou, en Russie) est une gymnaste russe.
Elle a remporté deux fois le championnat russe, et elle a terminé quatre fois en tant que vice-championne. Elle est également montée à plusieurs reprises sur le podium lors des championnats d'Europe en 2010, dont une fois sur la première marche, et a aussi remporté plusieurs phases de la Coupe du monde.

## Palmarès sportif
| Année | Tournoi                                                                          | Type de programme      | Place | Score   | Place (qualifications) | Score (qualifications) |
| ----- | -------------------------------------------------------------------------------- | ---------------------- | ----- | ------- | ---------------------- | ---------------------- |
| 2008  | Championnat de gymnastique du Pacifique à San Jose (États-Unis)                  | Saut de cheval         | 1     | 14,400  |                        |                        |
| 2008  | Championnat de gymnastique Pacific Alliance Championship à San Jose (États-Unis) | Sol                    | 3     | 15,050  |                        |                        |
| 2009  | Coupe du monde à Maribor (Slovénie)                                              | Saut de cheval         | 1     | 14,062  |                        |                        |
| 2009  | Coupe du monde à Maribor (Slovénie)                                              | Sol                    | 2     | 13,950  |                        |                        |
| 2009  | Coupe du monde à Glasgow (Royaume-Uni)                                           | Sol                    | 2     | 14,700  |                        |                        |
| 2009  | Coupe du monde à Moscou (Russie)                                                 | Saut de cheval         | 1     | 14,125  |                        |                        |
| 2009  | Championnat du monde de gymnastique de 2009. à Londres (Royaume-Uni)             | Sol                    | 4     | 14,275  | 1                      | 14,500                 |
| 2009  | Championnat du monde de gymnastique de 2009. à Londres (Royaume-Uni)             | Sol                    | 6     | 14,225  | 3                      | 14,450                 |
| 2010  | Trophée de la ville de Jesolo (Italie)                                           | Championnat par équipe | 2     | 225,900 |                        |                        |
| 2010  | Championnat d’Europe à Birmingham (Royaume-Uni)                                  | Championnat par équipe | 1     | 169,700 | 1                      | 168,325                |
| 2010  | Championnat d’Europe à Birmingham (Royaume-Uni)                                  | Sol                    | 2     | 14,325  | 6                      | 13.700                 |

## Distinctions
Elle est médaillée en tant que « Maître du sport russe de catégorie internationale » en 2009, et en tant que Maître émérite du sport russe l'année suivante.